# Емма Колфілд
Емма Колфілд, при нар. Чаккер (англ. Emma Caulfield, англ. Emma Chukker, нар. 8 квітня 1973) — американська акторка. Відома ролями екс-демонеси Ані Дженкінс в т/с «Баффі, винищувачка вампірів» та Сьюзен Кітс у «Беверлі-Хіллз, 90210». Її роботи у фільмах включають знімання у фантастично-романтичній комедії 2009 р. «Таймер».

## Біографія
Перша помітна роль Колфілд — Сьюзен Кітс, у т/с «Беверлі-Гіллз, 90210» в 1995 р. Вона з'явилася протягом 30 епізодів у т/с перед від'їздом в 1996 р. У 1998 р. Потім виконала свою найвідомішу роль — Ані Дженкінс у культовому телесеріалі «Баффі, переможниця вампірів». Спочатку її персонажка була епізодичною, проте аудиторія добре відреагувала на Аню, і вона увійшла у постійний склад серіалу.
У 2003 р. Колфілд отримала першу головну роль у фільмі жаху «Спадає темрява», що дебютував під номером один в американському прокаті. У 2004 р. вона з'явилася у т/с «Детектив Монк» як Мередіт Премінгер в епізоді «Містер Монк і дівчина, через яку плакав вовк».
Колфілд також продюсувала і знялася в сатирі «Фургон з оркестром», граючи белетризовану версію себе. Фільм показали на різних фестивалях, хоча він не призначений для розповсюдження. Кілька акторів т/с «Баффі, винищувачка вампірів» знялися в камео. У 2010 р. Колфілд опублікувала «Bandwagon» на YouTube.
Вона відмовилася від можливості на прослуховування для ролі Номера Шість і Старбака на Зоряний крейсер «Галактика».
Колфілд є співавторкою вебкомікса «Contropussy», опублікованого IDW Publishing.[3]
Колфілд знялася в незалежному фільмі «Таймер», що вийшов у травні 2009 р.
У 2012 р. Колфілд отримала хороші відгуки критики за гостьову появу у серіалі «Якось у казці».

## Особисте життя
У 2006-2010 роках Колфілд була одружена з Корнеліусом Ґроббелааром.
У 2016 році Колфілд підтвердила вагітність від Марка Леслі Форда. Пізніше того ж року народила дочку.
У 2010 році Колфілд діагностували розсіяний склероз. Вона не розкривала свій діагноз громадськості до 2022 року.[10]

## Фільмографія
| Film        | Film                            | Film                        | Film |
| Рік         | Фільм                           | Роль                        | Примітки |
| ----------- | ------------------------------- | --------------------------- | --- |
| 2003        | Спадає темрява                  | Кейтлін Грін                | |
| 2004        | Фургон з оркестром              | Емма Колфілд                | |
| 2007        | ′′Керол Валентайн′′             | Еллі Сімс                   | |
| 2007        | Порожнеча                       | Сара                        | Короткометражний фільм |
| 2009        | Чому я це роблю?                | Ембер                       | |
| 2009        | Таймер                          | Оона О'лері                 | |
| 2010        | Обмежений                       | Вікторія Пейтон             | |
| 2010        | Видалений                       | Дженніфер                   | Альтернативна назва: Shadow Play awaiting release                                                                                   |
| Телебачення |                                 |                             | |
| Рік         | Назва                           | Роль                        | Примітки |
| 1994        | Закон Берка                     | Бет                         | Епізод: «Хто вбив королеву краси?»                                                                                                  |
| 1994        | Врятовані дзвінком: Новий клас  | Медсестра Бреді             | |
| 1994        | Ренегат                         | Сінді Морен                 | Епізод: «Молодий ангел» |
| 1995        | Дивна наука                     | Фібі Хейл                   | Епізод: «Який геній»? |
| 1995, 1997  | Шовкові мережі                  | Рей Вашбурн Кейт Доннер     | Епізоди: «Шампанське на льоду», «Провина асоціації»                                                                                 |
| 1995-1996   | Беверлі-Гіллз, 90210            | Сьюзен Кітс                 | 30 епізодів |
| 1996-1997   | Головний госпіталь              | Лорейн Міллер               | |
| 1998        | Неш Бріджес                     | Репортер                    | Епізод: «Живий удар» |
| 1998-2003   | Баффі, переможниця вампірів     | Аня Дженкінс                | 3-4 сезони, епізодичний персонаж; 5-7 сезони, головний 85 епізодів Golden Satellite Award (номінація) Премія майбутнього (перемога) |
| 2003        | Реальність кохання              | Чарлі Нортон                | Телефільм |
| 2004        | Я хочу одружитися з Райян Бенкс | Чарлі Нортон                | ABC Family Телефільм |
| 2004        | Детектив Монк                   | Мередіт Премінгер           | Епізод: «Містер Монк і дівчина, через яку плакав вовк»                                                                              |
| 2006        | У пассо її матері               | Кейт Нолан                  | LMN телефільм |
| 2006, 2007  | Робоцип                         | Ненсі/ Мати Тіма, Озвучення | |
| 2007        | Керол Валентайн                 | Еллі Сімс                   | Lifetime Television телефільм |
| 2009        | Приватна практика               | Леанна                      | Епізод: «Чекай і дивись» |
| 2010-2011   | Гігантський                     | Саша                        | Повторювана роль |
| 2010-2011   | Життя несподіване               | Емма Бредшов                | 2 сезон, епізодична роль |
| 2011        | Головний підозрюваний           | Монтана                     | Епізод: «Піти на шматки» |
| 2011        | Важіль                          | Мередіт                     | Епізод: «Самотні серця праці» |
| 2012        | Якось у казці                   | Сліпа відьма                | Епізод: «Правдива північ» |
| 2012        | Королівські зусилля             | Вінні                       | |
| 2012        | Чоловіки                        | Інтерв'юер на стадіоні      | |
| 2020        | Допит                           | Емі Гарлоу                  | Епізод: «Приватний дет. Чарлі Шеннон проти Емі Гарлоу 2003»                                                                         |